# Panzeria melanopyga
Panzeria melanopyga är en tvåvingeart som först beskrevs av Zimin 1960.  Panzeria melanopyga ingår i släktet Panzeria och familjen parasitflugor. Inga underarter finns listade i Catalogue of Life.